# نهر بالمر الجليدي
نهر بالمر الجليدي هو نهر جليدي يقع فوق جبل هود، ولاية أوريغون، الولايات المتحدة.